# مروك (ألقورات)
مروك (بالفارسية: مروک) هي مستوطنة تقع في إيران في قسم ألقورات الريفي. يقدر عدد سكانها بـ 53 نسمة .